# A Compact Compilation
A Compact Compilation – album kompilacyjny brytyjskiej grupy Camel wydany w 1985. Kompilacja obejmuje utwory z albumów Mirage, The Snow Goose, Moonmadness oraz Rain Dances.

## Lista utworów
Album zawiera utwory:
1. Freefall (Bardens) – 5:49
2. Lady Fantasy (Bardens/Ferguson/Latimer/Ward) – 12:42
3. The Great Marsh (Latimer/Bardens) – 1:45
4. Rhayader (Latimer/Bardens) – 3:08
5. Rhayader Goes to Town (Latimer/Bardens) – 5:21
6. The Snow Goose (Latimer/Bardens) – 3:17
7. Flight of the Snow Goose (Latimer/Bardens) – 2:45
8. Dunkirk (Latimer/Bardens) – 5:29
9. Song Within a Song (Latimer/Bardens) – 7:10
10. Lunar Sea (Latimer/Bardens) – 9:06
11. First Light (Latimer/Bardens) – 5:05
12. Metrognome (Latimer/Bardens) – 4:09
13. Rain Dances (Latimer/Bardens) – 2:38

## Muzycy
Twórcami albumu są:
- Peter Bardens – instrumenty klawiszowe, śpiew
- Doug Ferguson – gitara basowa, śpiew
- Andrew Latimer – gitara, śpiew
- Richard Sinclair – gitara basowa
- Andy Ward – bębny, perkusja